# Aéroport de l'île de Chios
Pour les articles homonymes, voir JKH.
L’aéroport national de Chios « Homère » (grec moderne : Κρατικός Αερολιμένας Χίου «Όμηρος»), ou simplement aéroport de l’île de Chios (code IATA : JKH • code OACI : LGHI), est un aéroport situé sur l'île de Chios en Grèce. 
Il est situé à Kampos, au sud de la ville de Chios.

## Situation

### Carte des aéroports en Grèce
| \| 50 km1:6 137 000 \| Agrinion Aktion Alexandreia Alexandroúpoli Andravida Áraxos Astypalée Athènes · E. Venizélos Céphalonie La Canée Chios Corfou Héraklion Icarie Ioannina Kalamata Kalymnos Karpathos Kassos Kastellórizo Kastoria Kavala Cythère Kos Kotroni Kozani Larissa Lemnos Leros Milos Mykonos Mytilène Naxos Néa Anchíalos Paros Rhodes Maritsa Samos Santorin Sitía Skiathos Skyros Sparte Syros Tanagra Tatoi Thessalonique Tripoli Tympaki Zante Kastelli |
| 50 km1:6 137 000 |

## Statistiques
Pour des raisons techniques, il est temporairement impossible d'afficher le graphique qui aurait dû être présenté ici.

Voir la requête brute et les sources sur Wikidata.

## Compagnies aériennes et destinations
| Compagnies  | Destinations |
| ----------- | --- |
| Olympic Air | Athènes E.-Venizélos, Thessalonique-Makedonía                                                                            |
| Sky Express | - Athènes E.-Venizélos, - Lemnos, - Mytilène-O. Elýtis, - Rhodes-Diagoras, - Sámos-Aristarque, - Thessalonique-Makedonía |

Édité le 16/02/2018  Actualisé le 13/05/2023